# Interlands Spaans voetbalelftal 1990-1999
Deze pagina toont een chronologisch en gedetailleerd overzicht van de interlands die het Spaans voetbalelftal speelde in de periode 1990 – 1999.

## Interlands

### 1990
|                                                                          |            |       |                   |                                                                                               |
| 21 februari Vriendschappelijk № 343 «onderlinge duels» 20:00 uur (UTC+1) | Spanje     | 1 – 0 | Tsjecho-Slowakije | Estadio José Rico Pérez, Alicante Toeschouwers: 34.000 Scheidsrechter: Freddy Philippoz (SUI) |
| 21 februari Vriendschappelijk № 343 «onderlinge duels» 20:00 uur (UTC+1) | Manolo 42' |       |                   | Estadio José Rico Pérez, Alicante Toeschouwers: 34.000 Scheidsrechter: Freddy Philippoz (SUI) |

|                                                                       |                                 |       |                                                        |                                                                                      |
| 28 maart Vriendschappelijk № 344 «onderlinge duels» 18:45 uur (UTC+2) | Spanje                          | 2 – 3 | Oostenrijk                                             | Estadio La Rosaleda, Málaga Toeschouwers: 26.000 Scheidsrechter: Pietro D'Elia (ITA) |
| 28 maart Vriendschappelijk № 344 «onderlinge duels» 18:45 uur (UTC+2) | Manolo 2' Emilio Butragueño 33' |       | 47' Alfred Hörtnagl 65' Toni Polster 89' Gerhard Rodax | Estadio La Rosaleda, Málaga Toeschouwers: 26.000 Scheidsrechter: Pietro D'Elia (ITA) |

|                                                                     |             |                       |        |                                                                                        |
| 26 mei Vriendschappelijk № 345 «onderlinge duels» 20:00 uur (UTC+2) | Joegoslavië | 0 – 1                 | Spanje | Bežigradstadion, Ljubljana Toeschouwers: 10.000 Scheidsrechter: Rosario Lo Bello (ITA) |
| 26 mei Vriendschappelijk № 345 «onderlinge duels» 20:00 uur (UTC+2) |             | 56' Emilio Butragueño |        | Bežigradstadion, Ljubljana Toeschouwers: 10.000 Scheidsrechter: Rosario Lo Bello (ITA) |

| Wereldkampioenschap voetbal 1990 |
| -------------------------------- |

|                                                                    |        |       |         |                                                                               |
| 13 juni WK 1990 Groep E № 346 «onderlinge duels» 17:00 uur (UTC+2) | Spanje | 0 – 0 | Uruguay | Stadio Friuli, Udinese Toeschouwers: 35.713 Scheidsrechter: Helmut Kohl (AUT) |
| 13 juni WK 1990 Groep E № 346 «onderlinge duels» 17:00 uur (UTC+2) |        |       |         | Stadio Friuli, Udinese Toeschouwers: 35.713 Scheidsrechter: Helmut Kohl (AUT) |

|                                                                    |                  |       |                                  |                                                                                |
| 17 juni WK 1990 Groep E № 347 «onderlinge duels» 21:00 uur (UTC+2) | Zuid-Korea       | 1 – 3 | Spanje                           | Stadio Friuli, Udinese Toeschouwers: 32.733 Scheidsrechter: Elías Jácome (ECU) |
| 17 juni WK 1990 Groep E № 347 «onderlinge duels» 21:00 uur (UTC+2) | Hwangbo Kwan 42' |       | 25' Míchel 62' Míchel 82' Míchel | Stadio Friuli, Udinese Toeschouwers: 32.733 Scheidsrechter: Elías Jácome (ECU) |

|                                                                    |                      |       |                                      | |
| 21 juni WK 1990 Groep E № 348 «onderlinge duels» 17:00 uur (UTC+2) | België               | 1 – 2 | Spanje                               | Stadio Marcantonio Bentegodi, Verona Toeschouwers: 35.950 Scheidsrechter: Juan Carlos Loustau (ARG) |
| 21 juni WK 1990 Groep E № 348 «onderlinge duels» 17:00 uur (UTC+2) | Patrick Vervoort 28' |       | 26' (pen.) Míchel 39' Alberto Górriz | Stadio Marcantonio Bentegodi, Verona Toeschouwers: 35.950 Scheidsrechter: Juan Carlos Loustau (ARG) |

|                                                                           |                   |              |                                           |                                                                                                  |
| 26 juni WK 1990 Achtste finale № 349 «onderlinge duels» 17:00 uur (UTC+2) | Spanje            | 1 – 2 (n.v.) | Joegoslavië                               | Stadio Marcantonio Bentegodi, Verona Toeschouwers: 35.500 Scheidsrechter: Aron Schmidhuber (GDR) |
| 26 juni WK 1990 Achtste finale № 349 «onderlinge duels» 17:00 uur (UTC+2) | Julio Salinas 83' |              | 78' Dragan Stojković 92' Dragan Stojković | Stadio Marcantonio Bentegodi, Verona Toeschouwers: 35.500 Scheidsrechter: Aron Schmidhuber (GDR) |

|  |  |  |  |  |  |  |  |  |

|                                                                           |                                                 |       |          |                                                                            |
| 12 september Vriendschappelijk № 350 «onderlinge duels» 20:00 uur (UTC+2) | Spanje                                          | 3 – 0 | Brazilië | El Molinón, Gijón Toeschouwers: 42.000 Scheidsrechter: Pietro D'Elia (ITA) |
| 12 september Vriendschappelijk № 350 «onderlinge duels» 20:00 uur (UTC+2) | Carlos 9' Fernando Gómez Colomer 63' Míchel 89' |       |          | El Molinón, Gijón Toeschouwers: 42.000 Scheidsrechter: Pietro D'Elia (ITA) |

|                                                                            |                                  |       |                      |                                                                            |
| 10 oktober Kwalificatie EK 1992 № 351 «onderlinge duels» 20:30 uur (UTC+1) | Spanje                           | 2 – 1 | IJsland              | El Molinón, Gijón Toeschouwers: 42.000 Scheidsrechter: Pietro D'Elia (ITA) |
| 10 oktober Kwalificatie EK 1992 № 351 «onderlinge duels» 20:30 uur (UTC+1) | Emilio Butragueño 44' Carlos 63' |       | 66' Sigurður Jónsson | El Molinón, Gijón Toeschouwers: 42.000 Scheidsrechter: Pietro D'Elia (ITA) |

|                                                                             |                                                        |       |                        |                                                                                                  |
| 14 november Kwalificatie EK 1992 № 352 «onderlinge duels» 18:00 uur (UTC+1) | Tsjecho-Slowakije                                      | 3 – 2 | Spanje                 | Stadion Evžena Rošického, Praag Toeschouwers: 21.980 Scheidsrechter: Karl-Heinz Tritschler (GER) |
| 14 november Kwalificatie EK 1992 № 352 «onderlinge duels» 18:00 uur (UTC+1) | Václav Daněk 17' Václav Daněk 67' Ľubomír Moravčík 77' |       | 30' Roberto 53' Carlos | Stadion Evžena Rošického, Praag Toeschouwers: 21.980 Scheidsrechter: Karl-Heinz Tritschler (GER) |

|                                                                             | |       |         | |
| 19 december Kwalificatie EK 1992 № 353 «onderlinge duels» 20:30 uur (UTC+1) | Spanje | 9 – 0 | Albanië | Estadio Ramón Sánchez Pizjuán, Sevilla Toeschouwers: 12.625 Scheidsrechter: Alphonse Constantin (BEL) |
| 19 december Kwalificatie EK 1992 № 353 «onderlinge duels» 20:30 uur (UTC+1) | Guillermo Amor 19' Carlos 22' Emilio Butragueño 30' Fernando Hierro 37' Emilio Butragueño 58' Carlos 64' Emilio Butragueño 66' Emilio Butragueño 75' José Bakero 87' |       |         | Estadio Ramón Sánchez Pizjuán, Sevilla Toeschouwers: 12.625 Scheidsrechter: Alphonse Constantin (BEL) |

### 1991
|                                                                         |                  |       |                    | |
| 16 januari Vriendschappelijk № 354 «onderlinge duels» 20:30 uur (UTC+1) | Spanje           | 1 – 1 | Portugal           | Nou Estadi Castàlia, Castelló de la Plana Toeschouwers: 12.300 Scheidsrechter: Arcangelo Pezzella (ITA) |
| 16 januari Vriendschappelijk № 354 «onderlinge duels» 20:30 uur (UTC+1) | Gabriel Moya 71' |       | 40' Oceano da Cruz | Nou Estadi Castàlia, Castelló de la Plana Toeschouwers: 12.300 Scheidsrechter: Arcangelo Pezzella (ITA) |

|                                                                             |                                                           |       |                 |                                                                                   |
| 20 februari Kwalificatie EK 1992 № 355 «onderlinge duels» 20:45 uur (UTC+1) | Frankrijk                                                 | 3 – 1 | Spanje          | Parc des Princes, Parijs Toeschouwers: 41.174 Scheidsrechter: Tullio Lanese (ITA) |
| 20 februari Kwalificatie EK 1992 № 355 «onderlinge duels» 20:45 uur (UTC+1) | Franck Sauzée 14' Jean-Pierre Papin 58' Laurent Blanc 77' |       | 10' José Bakero | Parc des Princes, Parijs Toeschouwers: 41.174 Scheidsrechter: Tullio Lanese (ITA) |

|                                                                       |                                         |       |                                                                         |                                                                                           |
| 27 maart Vriendschappelijk № 356 «onderlinge duels» 22:00 uur (UTC+1) | Spanje                                  | 2 – 4 | Hongarije                                                               | Estadio El Sardinero, Santander Toeschouwers: 21.000 Scheidsrechter: Arturo Martino (SUI) |
| 27 maart Vriendschappelijk № 356 «onderlinge duels» 22:00 uur (UTC+1) | Manolo 44' (pen.) Carlos Muñoz Cobo 84' |       | 42' Kiprich József 53' Lőrincz Emil 59' Kiprich József 89' Lőrincz Emil | Estadio El Sardinero, Santander Toeschouwers: 21.000 Scheidsrechter: Arturo Martino (SUI) |

|                                                                       |        |                                 |          |                                                                                           |
| 17 april Vriendschappelijk № 357 «onderlinge duels» 21:00 uur (UTC+2) | Spanje | 0 – 2                           | Roemenië | Estadio Príncipe Felipe, Cáceres Toeschouwers: 16.000 Scheidsrechter: João Correira (POR) |
| 17 april Vriendschappelijk № 357 «onderlinge duels» 21:00 uur (UTC+2) |        | 46' Ion Timofte 57' Gabi Balint |          | Estadio Príncipe Felipe, Cáceres Toeschouwers: 16.000 Scheidsrechter: João Correira (POR) |

|                                                                          |                                     |       |                      |                                                                                           |
| 4 september Vriendschappelijk № 358 «onderlinge duels» 21:15 uur (UTC+2) | Spanje                              | 2 – 1 | Uruguay              | Estadio Carlos Tartiere, Oviedo Toeschouwers: 21.600 Scheidsrechter: Jaap Uilenberg (NED) |
| 4 september Vriendschappelijk № 358 «onderlinge duels» 21:15 uur (UTC+2) | Rafael Martín Vázquez 8' Manolo 18' |       | 66' Álvaro Gutiérrez | Estadio Carlos Tartiere, Oviedo Toeschouwers: 21.600 Scheidsrechter: Jaap Uilenberg (NED) |

|                                                                            |                                                 |       |        |                                                                                   |
| 25 september Kwalificatie EK 1992 № 359 «onderlinge duels» 17:15 uur (UTC) | IJsland                                         | 2 – 0 | Spanje | Laugardalsvöllur, Reykjavik Toeschouwers: 3.848 Scheidsrechter: Cees Bakker (NED) |
| 25 september Kwalificatie EK 1992 № 359 «onderlinge duels» 17:15 uur (UTC) | Þorvaldur Örlygsson 72' Eyjólfur Sverrisson 79' |       |        | Laugardalsvöllur, Reykjavik Toeschouwers: 3.848 Scheidsrechter: Cees Bakker (NED) |

|                                                                            |                        |       |                                          |                                                                                                 |
| 12 oktober Kwalificatie EK 1992 № 360 «onderlinge duels» 20:30 uur (UTC+1) | Spanje                 | 1 – 2 | Frankrijk                                | Estadio Benito Villamarín, Sevilla Toeschouwers: 20.000 Scheidsrechter: Hubert Forstinger (AUT) |
| 12 oktober Kwalificatie EK 1992 № 360 «onderlinge duels» 20:30 uur (UTC+1) | Abelardo Fernández 34' |       | 13' Luis Fernández 16' Jean-Pierre Papin | Estadio Benito Villamarín, Sevilla Toeschouwers: 20.000 Scheidsrechter: Hubert Forstinger (AUT) |

|                                                                             |                                   |       |                    | |
| 13 november Kwalificatie EK 1992 № 361 «onderlinge duels» 20:30 uur (UTC+1) | Spanje                            | 2 – 1 | Tsjecho-Slowakije  | Estadio Ramón Sánchez Pizjuán, Sevilla Toeschouwers: 24.500 Scheidsrechter: Kurt Röthlisberger (SUI) |
| 13 november Kwalificatie EK 1992 № 361 «onderlinge duels» 20:30 uur (UTC+1) | Abelardo Fernández 11' Míchel 89' |       | 59' Václav Němeček | Estadio Ramón Sánchez Pizjuán, Sevilla Toeschouwers: 24.500 Scheidsrechter: Kurt Röthlisberger (SUI) |

### 1992
|                                                                       |          |       |        | |
| 15 januari Vriendschappelijk № 362 «onderlinge duels» 21:30 uur (UTC) | Portugal | 0 – 0 | Spanje | Estádio António Alves Vieira, Torres Novas Toeschouwers: 11.000 Scheidsrechter: Antoine De Pandis (FRA) |
| 15 januari Vriendschappelijk № 362 «onderlinge duels» 21:30 uur (UTC) |          |       |        | Estádio António Alves Vieira, Torres Novas Toeschouwers: 11.000 Scheidsrechter: Antoine De Pandis (FRA) |

|                                                                          |                     |       |                     |                                                                                      |
| 19 februari Vriendschappelijk № 363 «onderlinge duels» 21:00 uur (UTC+1) | Spanje              | 1 – 1 | GOS                 | Estadio Mestalla, Valencia Toeschouwers: 10.000 Scheidsrechter: Philippe Leduc (FRA) |
| 19 februari Vriendschappelijk № 363 «onderlinge duels» 21:00 uur (UTC+1) | Fernando Hierro 86' |       | 73' Sergej Kirjakov | Estadio Mestalla, Valencia Toeschouwers: 10.000 Scheidsrechter: Philippe Leduc (FRA) |

|                                                                       |                                           |       |                  | |
| 11 maart Vriendschappelijk № 364 «onderlinge duels» 21:00 uur (UTC+1) | Spanje                                    | 2 – 0 | Verenigde Staten | Estadio Nuevo José Zorrilla, Valladolid Toeschouwers: 15.000 Scheidsrechter: José Rosa dos Santos (POR) |
| 11 maart Vriendschappelijk № 364 «onderlinge duels» 21:00 uur (UTC+1) | Txiki Begiristain 40' Fernando Hierro 75' |       |                  | Estadio Nuevo José Zorrilla, Valladolid Toeschouwers: 15.000 Scheidsrechter: José Rosa dos Santos (POR) |

|                                                                          |                                                 |       |         |                                                                                                  |
| 22 april WK 1994 kwalificatie № 365 «onderlinge duels» 21:00 uur (UTC+2) | Spanje                                          | 3 – 0 | Albanië | Estadio Benito Villamarín, Sevilla Toeschouwers: 10.000 Scheidsrechter: Serge Muhmenthaler (SUI) |
| 22 april WK 1994 kwalificatie № 365 «onderlinge duels» 21:00 uur (UTC+2) | Míchel 2' Míchel 66' (pen.) Fernando Hierro 87' |       |         | Estadio Benito Villamarín, Sevilla Toeschouwers: 10.000 Scheidsrechter: Serge Muhmenthaler (SUI) |

|                                                                          |                      |       |          |                                                                                           |
| 9 september Vriendschappelijk № 366 «onderlinge duels» 21:00 uur (UTC+2) | Spanje               | 1 – 0 | Engeland | Estadio Benito Villamarín, Sevilla Toeschouwers: 22.000 Scheidsrechter: Veiga Trigo (POR) |
| 9 september Vriendschappelijk № 366 «onderlinge duels» 21:00 uur (UTC+2) | Gregorio Fonseca 11' |       |          | Estadio Benito Villamarín, Sevilla Toeschouwers: 22.000 Scheidsrechter: Veiga Trigo (POR) |

|                                                                              |         |       |        |                                                                               |
| 23 september WK 1994 kwalificatie № 367 «onderlinge duels» 20:00 uur (UTC+3) | Letland | 0 – 0 | Spanje | Daugavastadion, Riga Toeschouwers: 6.220 Scheidsrechter: Roger Philippi (LUX) |
| 23 september WK 1994 kwalificatie № 367 «onderlinge duels» 20:00 uur (UTC+3) |         |       |        | Daugavastadion, Riga Toeschouwers: 6.220 Scheidsrechter: Roger Philippi (LUX) |

|                                                                            |               |       |        |                                                                               |
| 14 oktober WK 1994 kwalificatie № 368 «onderlinge duels» 20:00 uur (UTC+1) | Noord-Ierland | 0 – 0 | Spanje | Windsor Park, Belfast Toeschouwers: 10.343 Scheidsrechter: Hellmut Krug (GER) |
| 14 oktober WK 1994 kwalificatie № 368 «onderlinge duels» 20:00 uur (UTC+1) |               |       |        | Windsor Park, Belfast Toeschouwers: 10.343 Scheidsrechter: Hellmut Krug (GER) |

|                                                                             |        |       |         | |
| 18 november WK 1994 kwalificatie № 369 «onderlinge duels» 21:30 uur (UTC+1) | Spanje | 0 – 0 | Ierland | Estadio Ramón Sánchez Pizjuán, Sevilla Toeschouwers: 52.000 Scheidsrechter: Alphonse Constantin (BEL) |
| 18 november WK 1994 kwalificatie № 369 «onderlinge duels» 21:30 uur (UTC+1) |        |       |         | Estadio Ramón Sánchez Pizjuán, Sevilla Toeschouwers: 52.000 Scheidsrechter: Alphonse Constantin (BEL) |

|                                                                             | |       |         |                                                                                                   |
| 16 december WK 1994 kwalificatie № 370 «onderlinge duels» 21:30 uur (UTC+1) | Spanje                                                                                                | 5 – 0 | Letland | Estadio Ramón Sánchez Pizjuán, Sevilla Toeschouwers: 19.000 Scheidsrechter: Ion Crăciunescu (ROU) |
| 16 december WK 1994 kwalificatie № 370 «onderlinge duels» 21:30 uur (UTC+1) | José Bakero 49' Pep Guardiola 51' Alfonso Pérez Muñoz 80' Txiki Begiristain 82' Txiki Begiristain 83' |       |         | Estadio Ramón Sánchez Pizjuán, Sevilla Toeschouwers: 19.000 Scheidsrechter: Ion Crăciunescu (ROU) |

### 1993
|                                                                       |                 |       |                         | |
| 27 januari Vriendschappelijk № 371 «onderlinge duels» 20:30 uur (UTC) | Spanje          | 1 – 1 | Mexico                  | Estadio Insular, Las Palmas de Gran Canaria Toeschouwers: 21.000 Scheidsrechter: Kurt Röthlisberger (SUI) |
| 27 januari Vriendschappelijk № 371 «onderlinge duels» 20:30 uur (UTC) | Toni 71' (pen.) |       | 45' Luis Garcia Postigo | Estadio Insular, Las Palmas de Gran Canaria Toeschouwers: 21.000 Scheidsrechter: Kurt Röthlisberger (SUI) |

|                                                                             | |       |          |                                                                                               |
| 24 februari WK 1994 kwalificatie № 372 «onderlinge duels» 21:30 uur (UTC+1) | Spanje                                                                                               | 5 – 0 | Litouwen | Estadio Benito Villamarín, Sevilla Toeschouwers: 10.000 Scheidsrechter: Alfred Micaleff (MLT) |
| 24 februari WK 1994 kwalificatie № 372 «onderlinge duels» 21:30 uur (UTC+1) | Cristóbal Parralo 5' José Bakero 12' Txiki Begiristain 17' Thomas Christiansen 86' Adolfo Aldana 90' |       |          | Estadio Benito Villamarín, Sevilla Toeschouwers: 10.000 Scheidsrechter: Alfred Micaleff (MLT) |

|                                                                          |                      |       |        |                                                                                  |
| 31 maart WK 1994 kwalificatie № 373 «onderlinge duels» 19:00 uur (UTC+2) | Denemarken           | 1 – 0 | Spanje | Parken, Kopenhagen Toeschouwers: 40.272 Scheidsrechter: Mario van der Ende (NED) |
| 31 maart WK 1994 kwalificatie № 373 «onderlinge duels» 19:00 uur (UTC+2) | Flemming Povlsen 21' |       |        | Parken, Kopenhagen Toeschouwers: 40.272 Scheidsrechter: Mario van der Ende (NED) |

|                                                                          |                                                         |       |                  |                                                                                            |
| 28 april WK 1994 kwalificatie № 374 «onderlinge duels» 21:30 uur (UTC+2) | Spanje                                                  | 3 – 1 | Noord-Ierland    | Estadio Benito Villamarín, Sevilla Toeschouwers: 20.000 Scheidsrechter: Leif Sundell (SWE) |
| 28 april WK 1994 kwalificatie № 374 «onderlinge duels» 21:30 uur (UTC+2) | Julio Salinas 21' Julio Salinas 26' Fernando Hierro 41' |       | 11' Kevin Wilson | Estadio Benito Villamarín, Sevilla Toeschouwers: 20.000 Scheidsrechter: Leif Sundell (SWE) |

|                                                                        |          |                                       |        |                                                                                   |
| 2 juni WK 1994 kwalificatie № 375 «onderlinge duels» 18:30 uur (UTC+3) | Litouwen | 0 – 2                                 | Spanje | Žalgirisstadion, Vilnius Toeschouwers: 4.500 Scheidsrechter: George Ionescu (ROU) |
| 2 juni WK 1994 kwalificatie № 375 «onderlinge duels» 18:30 uur (UTC+3) |          | 73' Julen Guerrero 77' Julen Guerrero |        | Žalgirisstadion, Vilnius Toeschouwers: 4.500 Scheidsrechter: George Ionescu (ROU) |

|                                                                          |        |                                       |       |                                                                                                 |
| 8 september Vriendschappelijk № 376 «onderlinge duels» 21:30 uur (UTC+2) | Spanje | 2 – 0                                 | Chili | Estadio José Rico Pérez, Alicante Toeschouwers: 35.000 Scheidsrechter: Vítor Melo Pereira (POR) |
| 8 september Vriendschappelijk № 376 «onderlinge duels» 21:30 uur (UTC+2) |        | 73' Julen Guerrero 77' Julen Guerrero |       | Estadio José Rico Pérez, Alicante Toeschouwers: 35.000 Scheidsrechter: Vítor Melo Pereira (POR) |

|                                                                              |                  |       |                                                                                      |                                                                                  |
| 22 september WK 1994 kwalificatie № 377 «onderlinge duels» 16:30 uur (UTC+2) | Albanië          | 1 – 5 | Spanje                                                                               | Qemal Stafastadion, Tirana Toeschouwers: 3.000 Scheidsrechter: Rémi Harrel (FRA) |
| 22 september WK 1994 kwalificatie № 377 «onderlinge duels» 16:30 uur (UTC+2) | Sokol Kushta 40' |       | 4' Julio Salinas 19' Toni 31' Julio Salinas 60' Julio Salinas 67' José Luís Caminero | Qemal Stafastadion, Tirana Toeschouwers: 3.000 Scheidsrechter: Rémi Harrel (FRA) |

|                                                                            |                   |       |                                                            |                                                                                |
| 13 oktober WK 1994 kwalificatie № 378 «onderlinge duels» 14:45 uur (UTC+1) | Ierland           | 1 – 3 | Spanje                                                     | Lansdowne Road, Dublin Toeschouwers: 33.000 Scheidsrechter: Fabio Baldas (ITA) |
| 13 oktober WK 1994 kwalificatie № 378 «onderlinge duels» 14:45 uur (UTC+1) | John Sheridan 72' |       | 12' José Luís Caminero 19' Julio Salinas 26' Julio Salinas | Lansdowne Road, Dublin Toeschouwers: 33.000 Scheidsrechter: Fabio Baldas (ITA) |

|                                                                             |                     |       |            |                                                                                                   |
| 17 november WK 1994 kwalificatie № 379 «onderlinge duels» 21:00 uur (UTC+1) | Spanje              | 1 – 0 | Denemarken | Estadio Ramón Sánchez Pizjuán, Sevilla Toeschouwers: 38.000 Scheidsrechter: Vasilis Nikakis (GRE) |
| 17 november WK 1994 kwalificatie № 379 «onderlinge duels» 21:00 uur (UTC+1) | Fernando Hierro 63' |       |            | Estadio Ramón Sánchez Pizjuán, Sevilla Toeschouwers: 38.000 Scheidsrechter: Vasilis Nikakis (GRE) |

### 1994
|                                                                         |                               |       |                                                   |                                                                                             |
| 19 januari Vriendschappelijk № 380 «onderlinge duels» 21:30 uur (UTC+1) | Spanje                        | 2 – 2 | Portugal                                          | Estadio Municipal de Balaídos, Vigo Toeschouwers: 32.000 Scheidsrechter: Fabio Baldas (ITA) |
| 19 januari Vriendschappelijk № 380 «onderlinge duels» 21:30 uur (UTC+1) | Julio Salinas 42' Juanele 77' |       | 72' (e.d.) Juanma López 84' (pen.) Oceano da Cruz | Estadio Municipal de Balaídos, Vigo Toeschouwers: 32.000 Scheidsrechter: Fabio Baldas (ITA) |

|                                                                       |                   |       |                   | |
| 9 februari Vriendschappelijk № 381 «onderlinge duels» 20:30 uur (UTC) | Spanje            | 1 – 1 | Polen             | Estadio Heliodoro Rodríguez López, Santa Cruz de Tenerife Toeschouwers: 20.000 Scheidsrechter: Martin Bodenham (ENG) |
| 9 februari Vriendschappelijk № 381 «onderlinge duels» 20:30 uur (UTC) | Sergi Barjuán 19' |       | 38' Roman Kosecki | Estadio Heliodoro Rodríguez López, Santa Cruz de Tenerife Toeschouwers: 20.000 Scheidsrechter: Martin Bodenham (ENG) |

|                                                                       |        |                                      |         |                                                                                             |
| 23 maart Vriendschappelijk № 382 «onderlinge duels» 21:30 uur (UTC+1) | Spanje | 0 – 2                                | Kroatië | Estadio Luís Casanova, Valencia Toeschouwers: 40.000 Scheidsrechter: Gilles Veissière (FRA) |
| 23 maart Vriendschappelijk № 382 «onderlinge duels» 21:30 uur (UTC+1) |        | 6' Robert Prosinečki 51' Davor Šuker |         | Estadio Luís Casanova, Valencia Toeschouwers: 40.000 Scheidsrechter: Gilles Veissière (FRA) |

|                                                                     |                    |       |                                        |                                                                                       |
| 2 juni Vriendschappelijk № 383 «onderlinge duels» 19:00 uur (UTC+3) | Finland            | 1 – 2 | Spanje                                 | Ratina Stadion, Tampere Toeschouwers: 10.251 Scheidsrechter: Christer Fällström (SWE) |
| 2 juni Vriendschappelijk № 383 «onderlinge duels» 19:00 uur (UTC+3) | Petri Järvinen 17' |       | 11' Felipe Miñambres 15' Julio Salinas | Ratina Stadion, Tampere Toeschouwers: 10.251 Scheidsrechter: Christer Fällström (SWE) |

|                                                                      |        |                              |        |                                                                                                 |
| 10 juni Vriendschappelijk № 384 «onderlinge duels» 16:00 uur (UTC−4) | Canada | 0 – 2                        | Spanje | Complexe sportif Claude-Robillard, Montréal Toeschouwers: 5.256 Scheidsrechter: Mike Reed (ENG) |
| 10 juni Vriendschappelijk № 384 «onderlinge duels» 16:00 uur (UTC−4) |        | 9' Julio Salinas 85' Juanele |        | Complexe sportif Claude-Robillard, Montréal Toeschouwers: 5.256 Scheidsrechter: Mike Reed (ENG) |

| Wereldkampioenschap voetbal 1994 |
| -------------------------------- |

|                                                                    |                                    |       |                                         |                                                                                |
| 10 juni WK 1994 Groep C № 385 «onderlinge duels» 18:30 uur (UTC−5) | Zuid-Korea                         | 2 – 2 | Spanje                                  | Cotton Bowl, Dallas Toeschouwers: 56.247 Scheidsrechter: Peter Mikkelsen (DEN) |
| 10 juni WK 1994 Groep C № 385 «onderlinge duels» 18:30 uur (UTC−5) | Hong Myung-bo 85' Seo Jung-won 90' |       | 51' Julio Salinas 55' Andoni Goikoetxea | Cotton Bowl, Dallas Toeschouwers: 56.247 Scheidsrechter: Peter Mikkelsen (DEN) |

|                                                                    |                      |       |                       |                                                                                   |
| 21 juni WK 1994 Groep C № 386 «onderlinge duels» 15:00 uur (UTC−5) | Duitsland            | 1 – 1 | Spanje                | Soldier Field, Chicago Toeschouwers: 63.113 Scheidsrechter: Ernesto Filippi (URU) |
| 21 juni WK 1994 Groep C № 386 «onderlinge duels» 15:00 uur (UTC−5) | Jürgen Klinsmann 48' |       | 15' Andoni Goikoetxea | Soldier Field, Chicago Toeschouwers: 63.113 Scheidsrechter: Ernesto Filippi (URU) |

|                                                                    |                   |       |                                                                 |                                                                                   |
| 27 juni WK 1994 Groep C № 387 «onderlinge duels» 15:30 uur (UTC−5) | Bolivia           | 1 – 3 | Spanje                                                          | Soldier Field, Chicago Toeschouwers: 63.089 Scheidsrechter: Rodrigo Badilla (CRC) |
| 27 juni WK 1994 Groep C № 387 «onderlinge duels» 15:30 uur (UTC−5) | Erwin Sánchez 67' |       | 19' Pep Guardiola 65' José Luís Caminero 71' José Luís Caminero | Soldier Field, Chicago Toeschouwers: 63.089 Scheidsrechter: Rodrigo Badilla (CRC) |

|                                                                          |                                                                   |       |             | |
| 2 juli WK 1994 Achtste finale № 388 «onderlinge duels» 16:30 uur (UTC−5) | Spanje                                                            | 3 – 0 | Zwitserland | Robert F. Kennedy Memorial Stadium, Washington Toeschouwers: 53.121 Scheidsrechter: Mario van der Ende (NED) |
| 2 juli WK 1994 Achtste finale № 388 «onderlinge duels» 16:30 uur (UTC−5) | Fernando Hierro 15' Luis Enrique 74' Txiki Begiristain 86' (pen.) |       |             | Robert F. Kennedy Memorial Stadium, Washington Toeschouwers: 53.121 Scheidsrechter: Mario van der Ende (NED) |

|                                                                       |                                    |       |                        |                                                                                    |
| 9 juli WK 1994 Kwartfinale № 389 «onderlinge duels» 12:30 uur (UTC−4) | Italië                             | 2 – 1 | Spanje                 | Foxboro Stadium, Foxborough Toeschouwers: 53.644 Scheidsrechter: Sándor Puhl (HUN) |
| 9 juli WK 1994 Kwartfinale № 389 «onderlinge duels» 12:30 uur (UTC−4) | Dino Baggio 25' Roberto Baggio 88' |       | 58' José Luís Caminero | Foxboro Stadium, Foxborough Toeschouwers: 53.644 Scheidsrechter: Sándor Puhl (HUN) |

|  |  |  |  |  |  |  |  |  |

|                                                                             |                      |       |                                                     |                                                                               |
| 7 september EK 1996 kwalificatie № 390 «onderlinge duels» 20:00 uur (UTC+3) | Cyprus               | 1 – 2 | Spanje                                              | Tsirionstadion, Limasol Toeschouwers: 10.000 Scheidsrechter: Marc Batta (FRA) |
| 7 september EK 1996 kwalificatie № 390 «onderlinge duels» 20:00 uur (UTC+3) | Andreas Sotiriou 37' |       | 18' Francisco Higuera 25' (e.d.) Marios Haralambous | Tsirionstadion, Limasol Toeschouwers: 10.000 Scheidsrechter: Marc Batta (FRA) |

|                                                                            |           |                                     |        |                                                                                |
| 12 oktober EK 1996 kwalificatie № 391 «onderlinge duels» 19:00 uur (UTC+1) | Macedonië | 0 – 2                               | Spanje | Gradskistadion, Skopje Toeschouwers: 30.000 Scheidsrechter: Gerd Grabher (AUT) |
| 12 oktober EK 1996 kwalificatie № 391 «onderlinge duels» 19:00 uur (UTC+1) |           | 15' Julio Salinas 23' Julio Salinas |        | Gradskistadion, Skopje Toeschouwers: 30.000 Scheidsrechter: Gerd Grabher (AUT) |

|                                                                             |                                                                  |       |            |                                                                                                 |
| 16 november EK 1996 kwalificatie № 392 «onderlinge duels» 21:30 uur (UTC+1) | Spanje                                                           | 3 – 0 | Denemarken | Estadio Ramón Sánchez Pizjuán, Sevilla Toeschouwers: 26.428 Scheidsrechter: Jim McCluskey (SCO) |
| 16 november EK 1996 kwalificatie № 392 «onderlinge duels» 21:30 uur (UTC+1) | Miguel Ángel Nadal 41' Donato Gama da Silva 57' Luis Enrique 87' |       |            | Estadio Ramón Sánchez Pizjuán, Sevilla Toeschouwers: 26.428 Scheidsrechter: Jim McCluskey (SCO) |

|                                                                          |                                              |       |         |                                                                                      |
| 30 november Vriendschappelijk № 393 «onderlinge duels» 21:30 uur (UTC+1) | Spanje                                       | 2 – 0 | Finland | Estadio La Rosaleda, Málaga Toeschouwers: 38.000 Scheidsrechter: David Elleray (ENG) |
| 30 november Vriendschappelijk № 393 «onderlinge duels» 21:30 uur (UTC+1) | Miguel Ángel Nadal 12' Andoni Goikoetxea 87' |       |         | Estadio La Rosaleda, Málaga Toeschouwers: 38.000 Scheidsrechter: David Elleray (ENG) |

|                                                                             |                 |       |                                                                                        |                                                                                                 |
| 17 december EK 1996 kwalificatie № 394 «onderlinge duels» 20:30 uur (UTC+1) | België          | 1 – 4 | Spanje                                                                                 | Constant Vanden Stockstadion, Anderlecht Toeschouwers: 15.074 Scheidsrechter: Ahmet Çakar (TUR) |
| 17 december EK 1996 kwalificatie № 394 «onderlinge duels» 20:30 uur (UTC+1) | Marc Degryse 6' |       | 29' Fernando Hierro 56' (pen.) Donato Gama da Silva 69' Julio Salinas 89' Luis Enrique | Constant Vanden Stockstadion, Anderlecht Toeschouwers: 15.074 Scheidsrechter: Ahmet Çakar (TUR) |

### 1995
|                                                                         |                                  |       |                                         |                                                                                                |
| 18 januari Vriendschappelijk № 395 «onderlinge duels» 20:30 uur (UTC+1) | Spanje                           | 2 – 2 | Uruguay                                 | Estadio Municipal de Riazor, A Coruña Toeschouwers: 22.000 Scheidsrechter: Atanas Uzunov (BUL) |
| 18 januari Vriendschappelijk № 395 «onderlinge duels» 20:30 uur (UTC+1) | Juan Antonio Pizzi 2' Donato 81' |       | 18' Daniel Fonseca 34' Pablo Bengoechea | Estadio Municipal de Riazor, A Coruña Toeschouwers: 22.000 Scheidsrechter: Atanas Uzunov (BUL) |

|                                                                          |        |       |           | |
| 22 februari Vriendschappelijk № 396 «onderlinge duels» 21:30 uur (UTC+1) | Spanje | 0 – 0 | Duitsland | Estadio Municipal de Chapín, Jerez de la Frontera Toeschouwers: 19.000 Scheidsrechter: Leif Sundell (SWE) |
| 22 februari Vriendschappelijk № 396 «onderlinge duels» 21:30 uur (UTC+1) |        |       |           | Estadio Municipal de Chapín, Jerez de la Frontera Toeschouwers: 19.000 Scheidsrechter: Leif Sundell (SWE) |

|                                                                          |                    |       |                  |                                                                                               |
| 29 maart EK 1996 kwalificatie № 397 «onderlinge duels» 21:30 uur (UTC+2) | Spanje             | 1 – 1 | België           | Estadio Ramón Sánchez Pizjuán, Sevilla Toeschouwers: 27.000 Scheidsrechter: Rémi Harrel (FRA) |
| 29 maart EK 1996 kwalificatie № 397 «onderlinge duels» 21:30 uur (UTC+2) | Julen Guerrero 24' |       | 26' Marc Degryse | Estadio Ramón Sánchez Pizjuán, Sevilla Toeschouwers: 27.000 Scheidsrechter: Rémi Harrel (FRA) |

|                                                                          |         |                                                |        |                                                                              |
| 26 april EK 1996 kwalificatie № 398 «onderlinge duels» 17:30 uur (UTC+4) | Armenië | 0 – 2                                          | Spanje | Hrazdan, Jerevan Toeschouwers: 35.000 Scheidsrechter: Adrian Porumboiu (ROU) |
| 26 april EK 1996 kwalificatie № 398 «onderlinge duels» 17:30 uur (UTC+4) |         | 49' José Emilio Amavisca 63' Andoni Goikoetxea |        | Hrazdan, Jerevan Toeschouwers: 35.000 Scheidsrechter: Adrian Porumboiu (ROU) |

|                                                                        |                            |       |         |                                                                                              |
| 7 juni EK 1996 kwalificatie № 399 «onderlinge duels» 21:30 uur (UTC+2) | Spanje                     | 1 – 0 | Armenië | Estadio Benito Villamarín, Sevilla Toeschouwers: 12.000 Scheidsrechter: Roger Philippi (LUX) |
| 7 juni EK 1996 kwalificatie № 399 «onderlinge duels» 21:30 uur (UTC+2) | Fernando Hierro 64' (pen.) |       |         | Estadio Benito Villamarín, Sevilla Toeschouwers: 12.000 Scheidsrechter: Roger Philippi (LUX) |

|                                                                             | |       |        |                                                                                         |
| 6 september EK 1996 kwalificatie № 400 «onderlinge duels» 21:30 uur (UTC+2) | Spanje | 6 – 0 | Cyprus | Estadio Nuevo Los Cármenes, Granada Toeschouwers: 16.150 Scheidsrechter: Dick Jol (NED) |
| 6 september EK 1996 kwalificatie № 400 «onderlinge duels» 21:30 uur (UTC+2) | Julen Guerrero 45' Alfonso Pérez Muñoz 51' Juan Antonio Pizzi 75' Fernando Hierro 78' Juan Antonio Pizzi 79' José Luís Caminero 83' |       |        | Estadio Nuevo Los Cármenes, Granada Toeschouwers: 16.150 Scheidsrechter: Dick Jol (NED) |

|                                                                           |                                           |       |                  |                                                                                             |
| 20 september Vriendschappelijk № 401 «onderlinge duels» 20:30 uur (UTC+2) | Spanje                                    | 2 – 1 | Argentinië       | Estadio Vicente Calderón, Madrid Toeschouwers: 50.000 Scheidsrechter: Sotiris Vorgias (GRE) |
| 20 september Vriendschappelijk № 401 «onderlinge duels» 20:30 uur (UTC+2) | Juan Antonio Pizzi 35' Julen Guerrero 68' |       | 80' Ariel Ortega | Estadio Vicente Calderón, Madrid Toeschouwers: 50.000 Scheidsrechter: Sotiris Vorgias (GRE) |

|                                                                            |                 |       |                            |                                                                             |
| 11 oktober EK 1996 kwalificatie № 402 «onderlinge duels» 19:15 uur (UTC+1) | Denemarken      | 1 – 1 | Spanje                     | Parken, Kopenhagen Toeschouwers: 40.262 Scheidsrechter: Václav Krondl (CZE) |
| 11 oktober EK 1996 kwalificatie № 402 «onderlinge duels» 19:15 uur (UTC+1) | Kim Vilfort 46' |       | 17' (pen.) Fernando Hierro | Parken, Kopenhagen Toeschouwers: 40.262 Scheidsrechter: Václav Krondl (CZE) |

|                                                                             |                                                    |       |           |                                                                                                |
| 15 november EK 1996 kwalificatie № 403 «onderlinge duels» 21:30 uur (UTC+1) | Spanje                                             | 3 – 0 | Macedonië | Estadio Manuel Martínez Valero, Elx Toeschouwers: 21.350 Scheidsrechter: Edgar Steinborn (GER) |
| 15 november EK 1996 kwalificatie № 403 «onderlinge duels» 21:30 uur (UTC+1) | Kiko 8' Javier Manjarín 72' José Luís Caminero 79' |       |           | Estadio Manuel Martínez Valero, Elx Toeschouwers: 21.350 Scheidsrechter: Edgar Steinborn (GER) |

### 1996
|                                                                       |          |       |           | |
| 7 februari Vriendschappelijk № 404 «onderlinge duels» 20:30 uur (UTC) | Spanje   | 1 – 0 | Noorwegen | Estadio Insular, Las Palmas de Gran Canaria Toeschouwers: 18.500 Scheidsrechter: Marcello Nicchi (ITA) |
| 7 februari Vriendschappelijk № 404 «onderlinge duels» 20:30 uur (UTC) | Kiko 44' |       |           | Estadio Insular, Las Palmas de Gran Canaria Toeschouwers: 18.500 Scheidsrechter: Marcello Nicchi (ITA) |

|                                                                       |           |       |        |                                                                                 |
| 24 april Vriendschappelijk № 405 «onderlinge duels» 20:00 uur (UTC+2) | Noorwegen | 0 – 0 | Spanje | Ullevaalstadion, Oslo Toeschouwers: 11.898 Scheidsrechter: Georg Dardenne (GER) |
| 24 april Vriendschappelijk № 405 «onderlinge duels» 20:00 uur (UTC+2) |           |       |        | Ullevaalstadion, Oslo Toeschouwers: 11.898 Scheidsrechter: Georg Dardenne (GER) |

| Europees kampioenschap voetbal 1996 |
| ----------------------------------- |

|                                                                   |                               |       |             |                                                                               |
| 9 juni EK 1996 Groep B № 406 «onderlinge duels» 14:30 uur (UTC+1) | Bulgarije                     | 1 – 1 | Spanje      | Elland Road, Leeds Toeschouwers: 24.006 Scheidsrechter: Piero Ceccarini (ITA) |
| 9 juni EK 1996 Groep B № 406 «onderlinge duels» 14:30 uur (UTC+1) | Christo Stoitsjkov 65' (pen.) |       | 73' Alfonso | Elland Road, Leeds Toeschouwers: 24.006 Scheidsrechter: Piero Ceccarini (ITA) |

|                                                                    |                     |       |                        |                                                                            |
| 15 juni EK 1996 Groep B № 407 «onderlinge duels» 18:00 uur (UTC+1) | Frankrijk           | 1 – 1 | Spanje                 | Elland Road, Leeds Toeschouwers: 35.626 Scheidsrechter: Vadzim Zjoek (BLR) |
| 15 juni EK 1996 Groep B № 407 «onderlinge duels» 18:00 uur (UTC+1) | Youri Djorkaeff 48' |       | 87' José Luís Caminero | Elland Road, Leeds Toeschouwers: 35.626 Scheidsrechter: Vadzim Zjoek (BLR) |

|                                                                    |                      |       |                                        |                                                                           |
| 18 juni EK 1996 Groep B № 408 «onderlinge duels» 16:30 uur (UTC+1) | Roemenië             | 1 – 2 | Spanje                                 | Elland Road, Leeds Toeschouwers: 32.719 Scheidsrechter: Ahmet Çakar (TUR) |
| 18 juni EK 1996 Groep B № 408 «onderlinge duels» 16:30 uur (UTC+1) | Florin Răducioiu 28' |       | 11' Javier Manjarín 83' Guillermo Amor | Elland Road, Leeds Toeschouwers: 32.719 Scheidsrechter: Ahmet Çakar (TUR) |

|                                                                        |                                                                  |       |                                                       |                                                                               |
| 22 juni EK 1996 Kwartfinale № 409 «onderlinge duels» 15:00 uur (UTC+1) | Engeland                                                         | 0 – 0 | Spanje                                                | Wembley Stadium, Londen Toeschouwers: 75.440 Scheidsrechter: Marc Batta (FRA) |
| 22 juni EK 1996 Kwartfinale № 409 «onderlinge duels» 15:00 uur (UTC+1) |                                                                  |       |                                                       | Wembley Stadium, Londen Toeschouwers: 75.440 Scheidsrechter: Marc Batta (FRA) |
| 22 juni EK 1996 Kwartfinale № 409 «onderlinge duels» 15:00 uur (UTC+1) | Strafschoppen                                                    |       |                                                       | Wembley Stadium, Londen Toeschouwers: 75.440 Scheidsrechter: Marc Batta (FRA) |
| 22 juni EK 1996 Kwartfinale № 409 «onderlinge duels» 15:00 uur (UTC+1) | Fernando Hierro Guillermo Amor Alberto Belsué Miguel Ángel Nadal | 4–2   | Alan Shearer David Platt Stuart Pearce Paul Gascoigne | Wembley Stadium, Londen Toeschouwers: 75.440 Scheidsrechter: Marc Batta (FRA) |

|  |  |  |  |  |  |  |  |  |

|                                                                             |                               |       | |                                                                              |
| 4 september WK 1998 kwalificatie № 410 «onderlinge duels» 17:45 uur (UTC+1) | Faeröer                       | 2 – 6 | Spanje                                                                                             | Svangaskarð, Toftir Toeschouwers: 4.200 Scheidsrechter: Philippe Leduc (FRA) |
| 4 september WK 1998 kwalificatie № 410 «onderlinge duels» 17:45 uur (UTC+1) | Todi Jónsson 46' Uni Arge 90' |       | 37' Luis Enrique 63' Alfonso 70' (e.d.) Óli Johannesen 84' Alfonso 85' Fernando Hierro 87' Alfonso | Svangaskarð, Toftir Toeschouwers: 4.200 Scheidsrechter: Philippe Leduc (FRA) |

|                                                                           |          |       |        |                                                                                 |
| 9 oktober WK 1998 kwalificatie № 411 «onderlinge duels» 20:15 uur (UTC+2) | Tsjechië | 0 – 0 | Spanje | Letenský stadion, Praag Toeschouwers: 19.223 Scheidsrechter: Anders Frisk (SWE) |
| 9 oktober WK 1998 kwalificatie № 411 «onderlinge duels» 20:15 uur (UTC+2) |          |       |        | Letenský stadion, Praag Toeschouwers: 19.223 Scheidsrechter: Anders Frisk (SWE) |

|                                                                           |                                                                                |       |                  | |
| 13 november WK 1998 kwalificatie № 412 «onderlinge duels» 21:00 uur (UTC) | Spanje                                                                         | 4 – 1 | Slowakije        | Estadio Heliodoro Rodríguez López, Santa Cruz de Tenerife Toeschouwers: 13.500 Scheidsrechter: Markus Merk (GER) |
| 13 november WK 1998 kwalificatie № 412 «onderlinge duels» 21:00 uur (UTC) | Juan Antonio Pizzi 39' Guillermo Amor 47' Luis Enrique 56' Fernando Hierro 61' |       | 40' Dušan Tittel | Estadio Heliodoro Rodríguez López, Santa Cruz de Tenerife Toeschouwers: 13.500 Scheidsrechter: Markus Merk (GER) |

|                                                                             |                                                   |       |             |                                                                                          |
| 14 december WK 1998 kwalificatie № 413 «onderlinge duels» 21:30 uur (UTC+1) | Spanje                                            | 2 – 0 | Joegoslavië | Estadio Mestalla, Valencia Toeschouwers: 37.000 Scheidsrechter: Serge Muhmenthaler (SUI) |
| 14 december WK 1998 kwalificatie № 413 «onderlinge duels» 21:30 uur (UTC+1) | Pep Guardiola 19' (pen.) Raúl González Blanco 37' |       |             | Estadio Mestalla, Valencia Toeschouwers: 37.000 Scheidsrechter: Serge Muhmenthaler (SUI) |

|                                                                             |       |                                                         |        |                                                                                      |
| 18 december WK 1998 kwalificatie № 414 «onderlinge duels» 19:00 uur (UTC+1) | Malta | 0 – 3                                                   | Spanje | Ta' Qalistadion, Ta' Qali Toeschouwers: 3.200 Scheidsrechter: Nikolaj Levnikov (RUS) |
| 18 december WK 1998 kwalificatie № 414 «onderlinge duels» 19:00 uur (UTC+1) |       | 8' Julen Guerrero 27' Julen Guerrero 33' Julen Guerrero |        | Ta' Qalistadion, Ta' Qali Toeschouwers: 3.200 Scheidsrechter: Nikolaj Levnikov (RUS) |

### 1997
|                                                                             |                                                                  |       |       |                                                                                            |
| 12 februari WK 1998 kwalificatie № 415 «onderlinge duels» 21:30 uur (UTC+1) | Spanje                                                           | 4 – 0 | Malta | Estadio José Rico Pérez, Alicante Toeschouwers: 28.000 Scheidsrechter: Stephen Lodge (ENG) |
| 12 februari WK 1998 kwalificatie № 415 «onderlinge duels» 21:30 uur (UTC+1) | Pep Guardiola 25' Alfonso 40' Alfonso 47' Juan Antonio Pizzi 90' |       |       | Estadio José Rico Pérez, Alicante Toeschouwers: 28.000 Scheidsrechter: Stephen Lodge (ENG) |

|                                                                          |                              |       |                            |                                                                                     |
| 30 april WK 1998 kwalificatie № 416 «onderlinge duels» 20:00 uur (UTC+2) | Joegoslavië                  | 1 – 1 | Spanje                     | Rode Sterstadion, Belgrado Toeschouwers: 49.253 Scheidsrechter: Rune Pedersen (NOR) |
| 30 april WK 1998 kwalificatie № 416 «onderlinge duels» 20:00 uur (UTC+2) | Predrag Mijatović 87' (pen.) |       | 18' (pen.) Fernando Hierro | Rode Sterstadion, Belgrado Toeschouwers: 49.253 Scheidsrechter: Rune Pedersen (NOR) |

|                                                                        |                            |       |          |                                                                                                |
| 8 juni WK 1998 kwalificatie № 417 «onderlinge duels» 20:15 uur (UTC+2) | Spanje                     | 1 – 0 | Tsjechië | Estadio Nuevo José Zorrilla, Valladolid Toeschouwers: 24.544 Scheidsrechter: Hugh Dallas (SCO) |
| 8 juni WK 1998 kwalificatie № 417 «onderlinge duels» 20:15 uur (UTC+2) | Fernando Hierro 41' (pen.) |       |          | Estadio Nuevo José Zorrilla, Valladolid Toeschouwers: 24.544 Scheidsrechter: Hugh Dallas (SCO) |

|                                                                              |                   |       |                             |                                                                                   |
| 24 september WK 1998 kwalificatie № 418 «onderlinge duels» 20:15 uur (UTC+2) | Slowakije         | 1 – 2 | Spanje                      | Tehelné pole, Bratislava Toeschouwers: 13.667 Scheidsrechter: Vágner László (HUN) |
| 24 september WK 1998 kwalificatie № 418 «onderlinge duels» 20:15 uur (UTC+2) | Jozef Majoroš 75' |       | 47' Kiko 76' Guillermo Amor | Tehelné pole, Bratislava Toeschouwers: 13.667 Scheidsrechter: Vágner László (HUN) |

|                                                                            |                                           |       |                          |                                                                           |
| 11 oktober WK 1998 kwalificatie № 419 «onderlinge duels» 20:00 uur (UTC+2) | Spanje                                    | 3 – 1 | Faeröer                  | El Molinón, Gijón Toeschouwers: 10.000 Scheidsrechter: Jacek Granat (POL) |
| 11 oktober WK 1998 kwalificatie № 419 «onderlinge duels» 20:00 uur (UTC+2) | Luis Enrique 19' Oli 25' Luis Enrique 84' |       | 44' Jens Kristian Hansen | El Molinón, Gijón Toeschouwers: 10.000 Scheidsrechter: Jacek Granat (POL) |

|                                                                          |                       |       |                     |                                                                                         |
| 19 november Vriendschappelijk № 420 «onderlinge duels» 21:30 uur (UTC+1) | Spanje                | 1 – 1 | Roemenië            | Estadio Lluís Sitjar, Palma Toeschouwers: 30.000 Scheidsrechter: Fiorenzo Treossi (ITA) |
| 19 november Vriendschappelijk № 420 «onderlinge duels» 21:30 uur (UTC+1) | Joseba Etxeberria 49' |       | 82' Gabriel Popescu | Estadio Lluís Sitjar, Palma Toeschouwers: 30.000 Scheidsrechter: Fiorenzo Treossi (ITA) |

### 1998
|                                                                          |                     |       |        |                                                                                   |
| 12 februari Vriendschappelijk № 421 «onderlinge duels» 20:45 uur (UTC+1) | Frankrijk           | 1 – 0 | Spanje | Stade de France, Saint-Denis Toeschouwers: 78.836 Scheidsrechter: Urs Meier (SUI) |
| 12 februari Vriendschappelijk № 421 «onderlinge duels» 20:45 uur (UTC+1) | Zinédine Zidane 20' |       |        | Stade de France, Saint-Denis Toeschouwers: 78.836 Scheidsrechter: Urs Meier (SUI) |

|                                                                       |                                                                                            |       |        |                                                                                  |
| 25 maart Vriendschappelijk № 422 «onderlinge duels» 21:30 uur (UTC+1) | Spanje                                                                                     | 4 – 0 | Zweden | Estadio Balaídos, Vigo Toeschouwers: 17.000 Scheidsrechter: Georg Dardenne (GER) |
| 25 maart Vriendschappelijk № 422 «onderlinge duels» 21:30 uur (UTC+1) | Fernando Morientes 2' Fernando Morientes 6' Raúl González Blanco 31' Joseba Etxeberria 70' |       |        | Estadio Balaídos, Vigo Toeschouwers: 17.000 Scheidsrechter: Georg Dardenne (GER) |

|                                                                     |                                                                                             |       |                   |                                                                                             |
| 3 juni Vriendschappelijk № 423 «onderlinge duels» 21:45 uur (UTC+2) | Spanje                                                                                      | 4 – 1 | Noord-Ierland     | Estadio El Sardinero, Santander Toeschouwers: 18.120 Scheidsrechter: Gilles Veissière (FRA) |
| 3 juni Vriendschappelijk № 423 «onderlinge duels» 21:45 uur (UTC+2) | Juan Antonio Pizzi 29' Juan Antonio Pizzi 37' Fernando Morientes 47' Fernando Morientes 67' |       | 43' Gerry Taggart | Estadio El Sardinero, Santander Toeschouwers: 18.120 Scheidsrechter: Gilles Veissière (FRA) |

| Wereldkampioenschap voetbal 1998 |
| -------------------------------- |

|                                                                    |                                              |       |                                                     |                                                                                              |
| 13 juni WK 1998 Groep D № 424 «onderlinge duels» 14:30 uur (UTC+2) | Spanje                                       | 2 – 3 | Nigeria                                             | Stade de la Beaujoire, Nantes Toeschouwers: 33.257 Scheidsrechter: Esfandiar Baharmast (USA) |
| 13 juni WK 1998 Groep D № 424 «onderlinge duels» 14:30 uur (UTC+2) | Fernando Hierro 20' Raúl González Blanco 46' |       | 24' Mutiu Adepoju 72' Garba Lawal 77' Sunday Oliseh | Stade de la Beaujoire, Nantes Toeschouwers: 33.257 Scheidsrechter: Esfandiar Baharmast (USA) |

|                                                                    |        |       |          |                                                                                              |
| 19 juni WK 1998 Groep D № 425 «onderlinge duels» 21:00 uur (UTC+2) | Spanje | 0 – 0 | Paraguay | Stade Geoffroy-Guichard, Saint-Étienne Toeschouwers: 30.600 Scheidsrechter: Ian McLeod (RSA) |
| 19 juni WK 1998 Groep D № 425 «onderlinge duels» 21:00 uur (UTC+2) |        |       |          | Stade Geoffroy-Guichard, Saint-Étienne Toeschouwers: 30.600 Scheidsrechter: Ian McLeod (RSA) |

|                                                                    |                     |       | |                                                                                            |
| 24 juni WK 1998 Groep D № 426 «onderlinge duels» 21:00 uur (UTC+2) | Bulgarije           | 1 – 6 | Spanje | Stade Bollaert-Delelis, Lens Toeschouwers: 38.100 Scheidsrechter: Mario van der Ende (NED) |
| 24 juni WK 1998 Groep D № 426 «onderlinge duels» 21:00 uur (UTC+2) | Emil Kostadinov 56' |       | 5' (pen.) Fernando Hierro 18' Luis Enrique 53' Fernando Morientes 80' Fernando Morientes 88' Kiko 90' Kiko | Stade Bollaert-Delelis, Lens Toeschouwers: 38.100 Scheidsrechter: Mario van der Ende (NED) |

|  |  |  |  |  |  |  |  |  |

|                                                                             |                                                             |       |                                                 |                                                                                                 |
| 5 september EK 2000 kwalificatie № 427 «onderlinge duels» 21:00 uur (UTC+2) | Cyprus                                                      | 3 – 2 | Spanje                                          | Antonis Papadopoulosstadion, Larnaca Toeschouwers: 1.876 Scheidsrechter: Sergej Hoesajnov (RUS) |
| 5 september EK 2000 kwalificatie № 427 «onderlinge duels» 21:00 uur (UTC+2) | Yiotis Engomitis 43' Siniša Gogić 49' Milenko Špoljarić 77' |       | 73' Raúl González Blanco 90' Fernando Morientes | Antonis Papadopoulosstadion, Larnaca Toeschouwers: 1.876 Scheidsrechter: Sergej Hoesajnov (RUS) |

|                                                                           |                   |       |         |                                                                                              |
| 23 september Vriendschappelijk № 428 «onderlinge duels» 21:45 uur (UTC+2) | Spanje            | 1 – 0 | Rusland | Estadio Nuevo Los Cármenes, Granada Toeschouwers: 16.000 Scheidsrechter: Said Belqoula (MAR) |
| 23 september Vriendschappelijk № 428 «onderlinge duels» 21:45 uur (UTC+2) | Bittor Alkiza 39' |       |         | Estadio Nuevo Los Cármenes, Granada Toeschouwers: 16.000 Scheidsrechter: Said Belqoula (MAR) |

|                                                                            |                |       |                                           |                                                                                      |
| 24 oktober EK 2000 kwalificatie № 429 «onderlinge duels» 20:30 uur (UTC+2) | Israël         | 1 – 2 | Spanje                                    | Ramat Ganstadion, Ramat Gan Toeschouwers: 37.000 Scheidsrechter: David Elleray (ENG) |
| 24 oktober EK 2000 kwalificatie № 429 «onderlinge duels» 20:30 uur (UTC+2) | Alon Hazan 64' |       | 66' Fernando Hierro 78' Joseba Etxeberria | Ramat Ganstadion, Ramat Gan Toeschouwers: 37.000 Scheidsrechter: David Elleray (ENG) |

|                                                                          |                                         |       |                                                               |                                                                                 |
| 18 november Vriendschappelijk № 430 «onderlinge duels» 20:45 uur (UTC+1) | Italië                                  | 2 – 2 | Spanje                                                        | Arechistadion, Salerno Toeschouwers: 17.981 Scheidsrechter: Fernand Meese (BEL) |
| 18 november Vriendschappelijk № 430 «onderlinge duels» 20:45 uur (UTC+1) | Filippo Inzaghi 13' Filippo Inzaghi 74' |       | 33' Francisco Javier de Pedro 82' (pen.) Raúl González Blanco | Arechistadion, Salerno Toeschouwers: 17.981 Scheidsrechter: Fernand Meese (BEL) |

### 1999
|                                                                          | |       |            |                                                                                        |
| 27 maart EK 2000 kwalificatie № 431 «onderlinge duels» 21:45 uur (UTC+1) | Spanje | 9 – 0 | Oostenrijk | Estadio Mestalla, Valencia Toeschouwers: 45.000 Scheidsrechter: Gilles Veissière (FRA) |
| 27 maart EK 2000 kwalificatie № 431 «onderlinge duels» 21:45 uur (UTC+1) | Raúl González Blanco 6' Raúl González Blanco 17' Ismael Urzaíz 30' Fernando Hierro 35' (pen.) Ismael Urzaíz 44' Raúl González Blanco 47' Raúl González Blanco 75' Arnold Wetl 76' (e.d.) Francisco Javier González Pérez 84' |       |            | Estadio Mestalla, Valencia Toeschouwers: 45.000 Scheidsrechter: Gilles Veissière (FRA) |

|                                                                          |            | |        |                                                                                   |
| 31 maart EK 2000 kwalificatie № 432 «onderlinge duels» 21:30 uur (UTC+2) | San Marino | 0 – 6 | Spanje | Stadio Olimpico, Serravalle Toeschouwers: 1.500 Scheidsrechter: Goran Marić (CRO) |
| 31 maart EK 2000 kwalificatie № 432 «onderlinge duels» 21:30 uur (UTC+2) |            | 20' Francisco Javier González Pérez 45' Raúl González Blanco 49' Ismael Urzaíz 59' Raúl González Blanco 66' Raúl González Blanco 72' Joseba Etxeberria |        | Stadio Olimpico, Serravalle Toeschouwers: 1.500 Scheidsrechter: Goran Marić (CRO) |

|                                                                    |                                                                       |       |                 |                                                                                                   |
| 5 mei Vriendschappelijk № 433 «onderlinge duels» 19:45 uur (UTC+2) | Spanje                                                                | 3 – 1 | Kroatië         | Estadio Olímpico de Sevilla, Sevilla Toeschouwers: 57.000 Scheidsrechter: Pierluigi Collina (ITA) |
| 5 mei Vriendschappelijk № 433 «onderlinge duels» 19:45 uur (UTC+2) | Vicente Engonga 34' Fernando Hierro 48' (pen.) Daniel García Lara 84' |       | 10' Davor Šuker | Estadio Olímpico de Sevilla, Sevilla Toeschouwers: 57.000 Scheidsrechter: Pierluigi Collina (ITA) |

|                                                                        | |       |            |                                                                                            |
| 5 juni EK 2000 kwalificatie № 434 «onderlinge duels» 21:45 uur (UTC+2) | Spanje | 9 – 0 | San Marino | Estadio de la Cerámica, Villarreal Toeschouwers: 16.000 Scheidsrechter: Gerard Perry (IRL) |
| 5 juni EK 2000 kwalificatie № 434 «onderlinge duels» 21:45 uur (UTC+2) | Fernando Hierro 8' Luis Enrique 23' Joseba Etxeberria 25' Joseba Etxeberria 45' Raúl González Blanco 56' Luis Enrique 67' Luis Enrique 68' Mirco Gennari 87' (e.d.) Gaizka Mendieta 90' |       |            | Estadio de la Cerámica, Villarreal Toeschouwers: 16.000 Scheidsrechter: Gerard Perry (IRL) |

|                                                                          |                 |       |                                          |                                                                                              |
| 18 augustus Vriendschappelijk № 435 «onderlinge duels» 20:00 uur (UTC+2) | Polen           | 1 – 2 | Spanje                                   | Wojska Polskiegostadion, Warschau Toeschouwers: 8.000 Scheidsrechter: Sergej Hoesajnov (RUS) |
| 18 augustus Vriendschappelijk № 435 «onderlinge duels» 20:00 uur (UTC+2) | Tomasz Hajto 7' |       | 54' Fernando Morientes 66' Pedro Munitis | Wojska Polskiegostadion, Warschau Toeschouwers: 8.000 Scheidsrechter: Sergej Hoesajnov (RUS) |

|                                                                             |                            |       |                                                               |                                                                                     |
| 4 september EK 2000 kwalificatie № 436 «onderlinge duels» 17:00 uur (UTC+2) | Oostenrijk                 | 1 – 3 | Spanje                                                        | Ernst Happelstadion, Wenen Toeschouwers: 27.000 Scheidsrechter: Michel Piraux (BEL) |
| 4 september EK 2000 kwalificatie № 436 «onderlinge duels» 17:00 uur (UTC+2) | Fernando Hierro 49' (e.d.) |       | 22' Raúl González Blanco 56' Fernando Hierro 88' Luis Enrique | Ernst Happelstadion, Wenen Toeschouwers: 27.000 Scheidsrechter: Michel Piraux (BEL) |

|                                                                             | |       |        |                                                                                              |
| 8 september EK 2000 kwalificatie № 437 «onderlinge duels» 21:45 uur (UTC+2) | Spanje | 8 – 0 | Cyprus | Estadio Nuevo Vivero, Badajoz Toeschouwers: 12.500 Scheidsrechter: Alfredo Trentalange (ITA) |
| 8 september EK 2000 kwalificatie № 437 «onderlinge duels» 21:45 uur (UTC+2) | Ismael Urzaíz 20' Ismael Urzaíz 25' Julen Guerrero 33' Ismael Urzaíz 38' Julen Guerrero 42' Julen Guerrero 56' César Martín 82' Fernando Hierro 88' |       |        | Estadio Nuevo Vivero, Badajoz Toeschouwers: 12.500 Scheidsrechter: Alfredo Trentalange (ITA) |

|                                                                            |                                                                  |       |        |                                                                                          |
| 10 oktober EK 2000 kwalificatie № 438 «onderlinge duels» 19:30 uur (UTC+2) | Spanje                                                           | 3 – 0 | Israël | Carlos Belmontestadion, Albacete Toeschouwers: 16.100 Scheidsrechter: Hellmut Krug (GER) |
| 10 oktober EK 2000 kwalificatie № 438 «onderlinge duels» 19:30 uur (UTC+2) | Fernando Morientes 30' César Martín 37' Raúl González Blanco 51' |       |        | Carlos Belmontestadion, Albacete Toeschouwers: 16.100 Scheidsrechter: Hellmut Krug (GER) |

|                                                                          |        |       |          |                                                                                |
| 13 november Vriendschappelijk № 439 «onderlinge duels» 20:15 uur (UTC+1) | Spanje | 0 – 0 | Brazilië | Estadio Balaídos, Vigo Toeschouwers: 31.000 Scheidsrechter: René Temmink (NED) |
| 13 november Vriendschappelijk № 439 «onderlinge duels» 20:15 uur (UTC+1) |        |       |          | Estadio Balaídos, Vigo Toeschouwers: 31.000 Scheidsrechter: René Temmink (NED) |

|                                                                          |        |                                               |            | |
| 17 november Vriendschappelijk № 440 «onderlinge duels» 21:45 uur (UTC+1) | Spanje | 0 – 2                                         | Argentinië | Estadio Olímpico de Sevilla, Sevilla Toeschouwers: 65.000 Scheidsrechter: Giorgos Psyhomanis (GRE) |
| 17 november Vriendschappelijk № 440 «onderlinge duels» 21:45 uur (UTC+1) |        | 63' Cristian González 75' Mauricio Pochettino |            | Estadio Olímpico de Sevilla, Sevilla Toeschouwers: 65.000 Scheidsrechter: Giorgos Psyhomanis (GRE) |

RFEF · A-internationals · Selecties · Bondscoaches · Spaans vrouwenelftal · Olympisch elftal · Spanje U21 · Spanje U20 · Spanje U19 · Spanje U18 · Spanje U17 · Spanje U16 · Vrouwen U17
1920 – 1929 ·
1930 – 1939 ·
1940 – 1949 ·
1950 – 1959 ·
1960 – 1969 ·
1970 – 1979 ·
1980 – 1989 ·
1990 – 1999 ·
2000 – 2009 ·
2010 – 2019 ·
2020 − 2029
EK's: 1964 · 
1980 · 
1984 · 
1988 · 
1996 · 
2000 · 
2004 · 
2008 · 
2012 · 
2016 · 
2020 · 
2024
WK's: 1934 · 
1950 · 
1962 · 
1966 · 
1978 · 
1982 · 
1986 · 
1990 · 
1994 · 
1998 · 
2002 · 
2006 · 
2010 · 
2014 · 
2018 · 
2022
OS: 1920 ·
1924 · 
1928 · 
1968 · 
1976 · 
1980 · 
1992 · 
1996 · 
2000 · 
2012 ·
2020
1920 · 
1921 · 
1922 · 
1923 · 
1924 · 
1925 · 
1926 · 
1927 · 
1928 · 
1929 · 
1930 · 
1931 · 
1932 · 
1933 · 
1934 · 
1935 · 
1936 · 
1937 · 1939 · 1940 · 
1941 · 
1942 · 
1943 · 1944 · 
1945 · 
1946 · 
1947 · 
1948 · 
1949 · 
1950 · 
1952 · 
1952 · 
1953 · 
1954 · 
1955 · 
1956 · 
1957 · 
1958 · 
1959 · 
1960 · 
1961 · 
1962 · 
1963 · 
1964 · 
1965 · 
1966 · 
1967 · 
1968 · 
1969 · 
1970 · 
1971 · 
1972 · 
1973 · 
1974 · 
1975 · 
1976 · 
1977 · 
1978 · 
1979 · 
1980 · 
1981 · 
1982 · 
1983 · 
1984 · 
1985 · 
1986 · 
1987 · 
1988 · 
1989 · 
1990 · 
1991 · 
1992 · 
1993 · 
1994 · 
1995 · 
1996 · 
1997 · 
1998 · 
1999 · 
2000 · 
2001 · 
2002 · 
2003 · 
2004 · 
2005 · 
2006 · 
2007 · 
2008 · 
2009 · 
2010 · 
2011 · 
2012 · 
2013 ·
2014 ·
2015 ·
2016 ·
2017 ·
2018 ·
2019 ·
2020 ·
2021 ·
2022
Albanië ·
Algerije ·
Andorra ·
Argentinië ·
Armenië ·
Australië ·
Azerbeidzjan ·
België ·
Bolivia ·
Bosnië en Herzegovina ·
Brazilië ·
Bulgarije ·
Canada ·
Chili ·
China ·
Colombia ·
Costa Rica ·
Cyprus ·
DDR ·
Denemarken ·
Duitsland ·
Ecuador ·
Egypte ·
El Salvador ·
Engeland ·
Estland ·
Equatoriaal-Guinea · 
Faeröer ·
Finland ·
Frankrijk ·
GOS ·
Georgië ·
Griekenland ·
Haïti ·
Honduras ·
Hongarije ·
Ierland ·
IJsland ·
Irak ·
Iran ·
Israël ·
Italië ·
Ivoorkust ·
Japan ·
Joegoslavië ·
Jordanië ·
Kosovo ·
Kroatië ·
Letland ·
Liechtenstein ·
Litouwen ·
Luxemburg ·
Malta ·
Marokko ·
Mexico ·
Nederland ·
Nieuw-Zeeland ·
Nigeria ·
Noord-Ierland ·
Noord-Macedonië ·
Noorwegen ·
Oekraïne ·
Oostenrijk ·
Panama ·
Paraguay ·
Peru ·
Polen ·
Portugal ·
Puerto Rico ·
Roemenië ·
Rusland ·
San Marino ·
Saoedi-Arabië ·
Schotland ·
Servië ·
Servië en Montenegro ·
Slovenië ·
Slowakije ·
Sovjet-Unie ·
Tahiti ·
Tsjechië ·
Tsjecho-Slowakije ·
Tunesië ·
Turkije ·
Uruguay ·
Venezuela ·
Verenigde Staten ·
Wales ·
Wit-Rusland ·
Zuid-Afrika ·
Zuid-Korea ·
Zweden ·
Zwitserland
Australië (2014) ·
Brazilië (2013) ·
Chili (2010) ·
Chili (2014) ·
Costa Rica (2022) ·
Duitsland (2008) ·
Duitsland (2022) ·
Engeland (1982) ·
Engeland (2024) ·
Frankrijk (1984) ·
Frankrijk (2006) ·
Frankrijk (2012) ·
Frankrijk (2021) ·
Griekenland (2008) ·
Honduras (2010) ·
Ierland (2012) ·
Iran (2018) ·
Italië (2008) ·
Italië (2012, 1) ·
Italië (2012, 2) ·
Italië (2016) ·
Italië (2021) ·
Japan (2022) ·
Kroatië (2012) ·
Kroatië (2021) ·
Marokko (2018) ·
Marokko (2022) ·
Nederland (2010) ·
Nederland (2014) ·
Oekraïne (2006) ·
Paraguay (2002) ·
Polen (2021) ·
Portugal (2012) ·
Portugal (2018) ·
Rusland (2008, 1) ·
Rusland (2008, 2) ·
Rusland (2018) ·
Saoedi-Arabië (2006) ·
Slovenië (2002) ·
Slowakije (2021) ·
Sovjet-Unie (1964) ·
Tsjechië (2016) ·
Tunesië (2006) ·
Turkije (2016) ·
West-Duitsland (1982) ·
Zuid-Afrika (2002) ·
Zweden (2008) ·
Zweden (2021) ·
Zwitserland (2010) ·
Zwitserland (2021)
CONMEBOL: Bolivia · Chili  · Colombia · Ecuador · Uruguay · Venezuela

UEFA: Albanië · Andorra · Armenië · Azerbeidzjan · België · Bosnië en Herzegovina · Bulgarije · Cyprus · Denemarken · (West-)Duitsland · Duitse Democratische Republiek · Engeland · Estland · Faeröer · Finland · Frankrijk · Georgië · Griekenland · Hongarije · IJsland · Ierland · Israël · Italië · Joegoslavië · Kroatië · Letland · Liechtenstein · Litouwen · Luxemburg · Malta · Moldavië · Nederland · Noord-Ierland · Noord-Macedonië · Noorwegen · Oekraïne · Oostenrijk · Polen · Portugal · Roemenië · Rusland · San Marino · Schotland · Slovenië · Slowakije · Sovjet-Unie/GOS ·  Spanje · Tsjechië · Tsjecho-Slowakije · Turkije · Wales · Wit-Rusland · Zweden · Zwitserland

AFC: Kazachstan

CAF: Madagaskar

CONCACAF: Belize · Canada